# 室戸ジオパーク
室戸ジオパーク（むろとジオパーク、英: Muroto Geopark）は、高知県室戸市全域をエリアとするジオパークである。2011年（平成23年）には世界ジオパークに認定され、室戸ユネスコ世界ジオパーク（むろとユネスコせかいジオパーク、英: Muroto UNESCO Global Geopark）または室戸世界ジオパークの名称が使用される。

## 概要
室戸岬南方のフィリピン海プレートがユーラシアプレートに沈み込み、そのひずみで発生する地震による隆起で室戸市周辺には海成段丘が形成されている。また、これらの地震活動で室戸岬周辺では隆起によって化石の発掘など付加体の形成過程を見ることができる。室戸ジオパークは、このような地殻変動に着目しており、2018年（平成30年）時点で合計88サイトが設定されている。
2008年（平成20年）に日本ジオパークの認定を受け、2011年（平成23年）に国内では5件目の世界ジオパークとして室戸市全域が選ばれた。

## 沿革
- 2008年（平成20年）
  - 6月：室戸ジオパーク推進協議会を設立[9]。
  - 12月8日：日本ジオパークに認定[8][9]。
- 2011年（平成23年）9月18日：世界ジオパークに認定[8][9]。
- 2015年（平成27年）
  - 4月29日：室戸世界ジオパークセンターが市立室戸東中学校跡地にオープン[10][11]。
  - 11月17日：世界ジオパークが国際連合教育科学文化機関（ユネスコ）の正式事業として認定される[12]。以降、室戸ユネスコ世界ジオパークという名称も用いている。

## 主なサイト
詳細は、公式サイトのジオパークマップを参照。

### ジオサイト
地質・地形を対象としたジオサイトは51地点が設定されている（2018年時点、以下同じ）。
- 室戸岬[5]
- 崎山台地[13] - 1975年（昭和50年）に日本初の国立青少年自然の家が開設されている（国立室戸青少年自然の家）[13]。
- 西山台地[1]
- 室津港 - 1946年（昭和21年）の昭和南海地震では、漁港周辺が隆起したことで機能不全に陥り、その回復のために浚渫を実施した[4]。
- 東京大学地震研究所室戸地殻変動観測所（非公開）

### エコサイト
生態系を対象としたエコサイトは10地点が設定されている。
- 海の駅とろむ（室戸ドルフィンセンター）[14][15][16]

### カルチュラルサイト
文化や歴史を対象としたカルチュラルサイトは17地点が設定されている。
- 室戸岬灯台
- 最御崎寺（四国八十八箇所第24番札所）
- 金剛頂寺（四国八十八箇所第26番札所）

### 関連施設

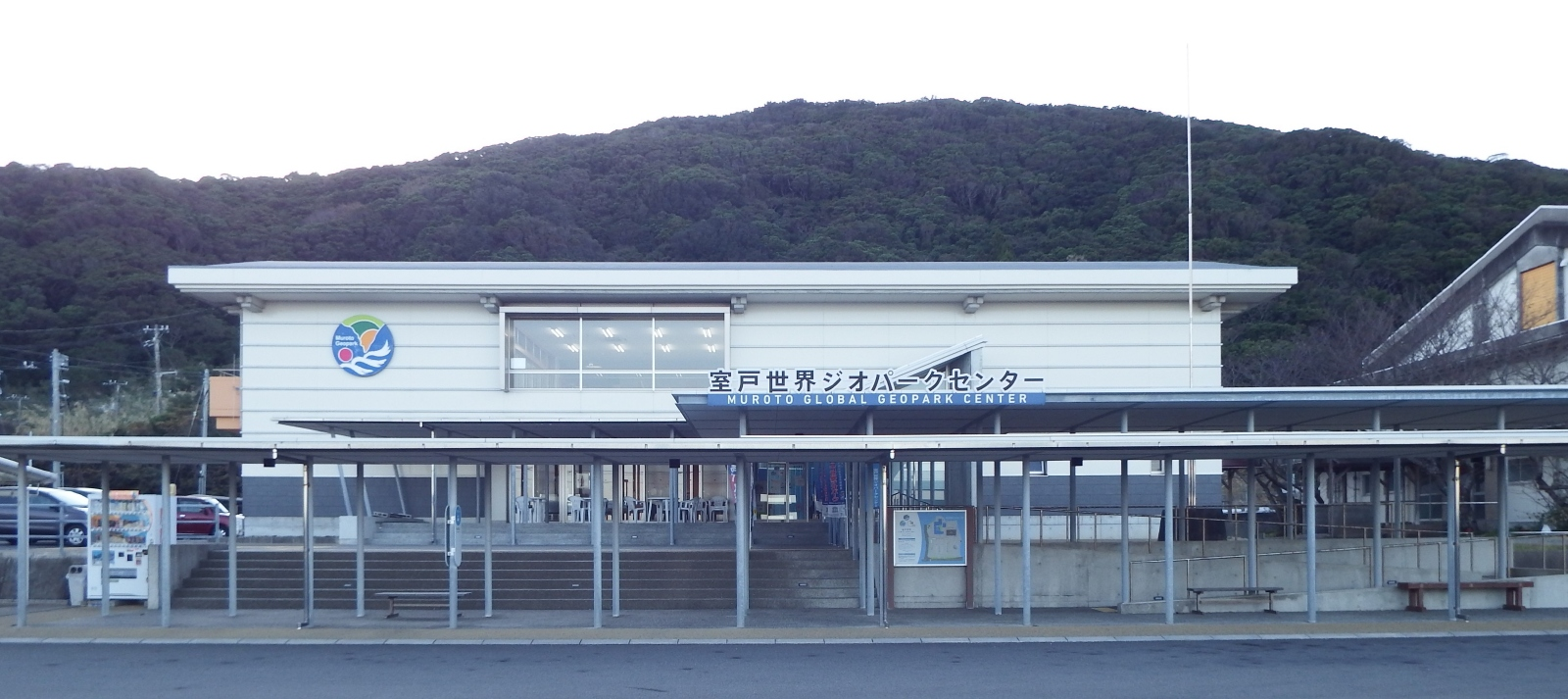
室戸世界ジオパークセンター
2015年（平成27年）に室戸市が開設した拠点施設。2021年（令和3年）12月25日より、阿佐海岸鉄道のデュアル・モード・ビークル（DMV）が土日祝日に1日1往復運行されている。安芸郡東洋町の甲浦駅からむろと廃校水族館・室戸世界ジオパークセンターを経由して海の駅とろむに向かうルートとなっている（運行予定など詳細は阿佐海岸鉄道公式サイトを参照）。
- 住所：室戸市室戸岬町1810-2 北緯33度17分57.18秒 東経134度11分10.02秒
- 開館時間：9:00 - 17:00

その他の施設
- 道の駅キラメッセ室戸

## 風景

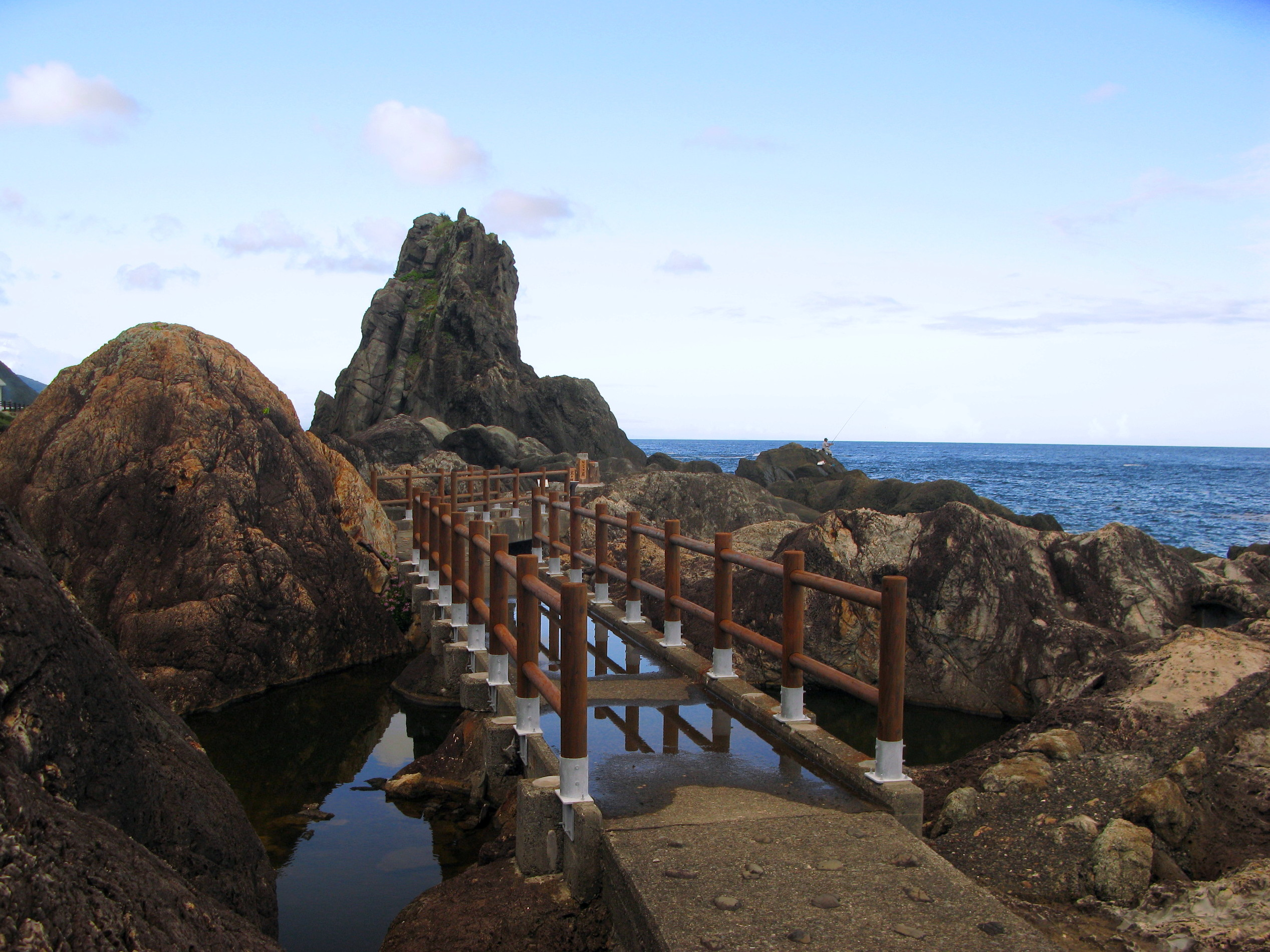
ビシャゴ岩と遊歩道
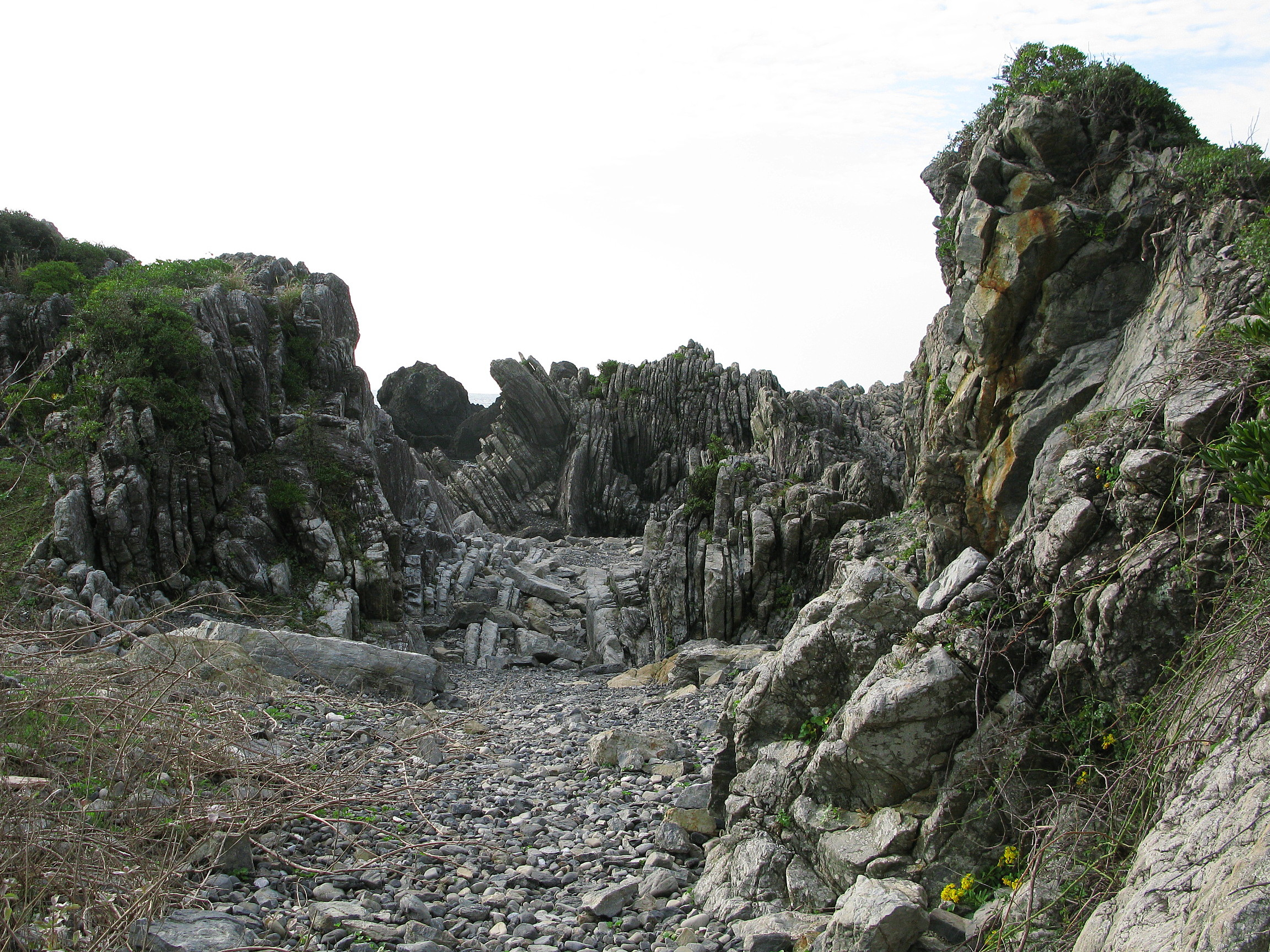
タービダイト層
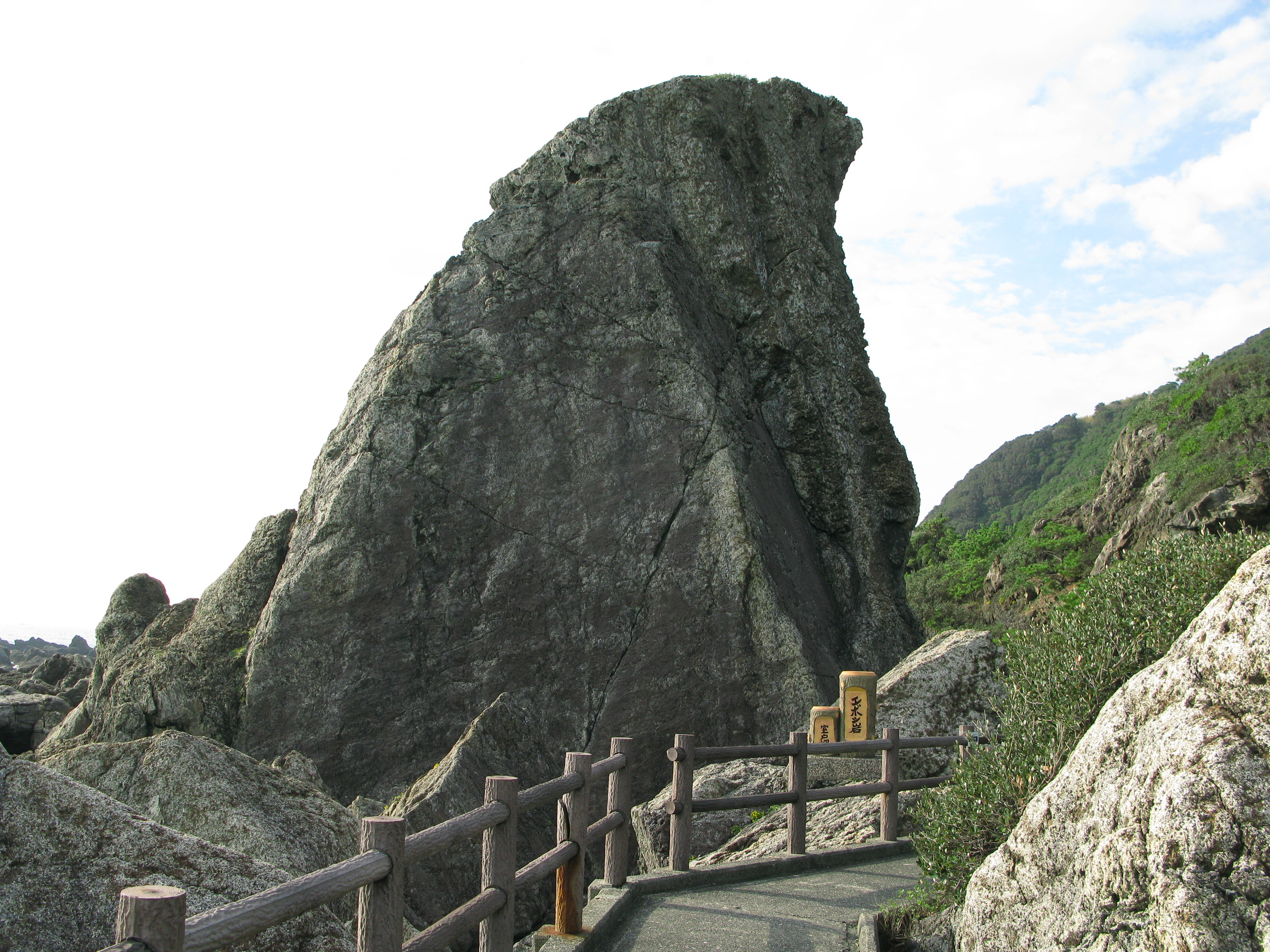
烏帽子岩
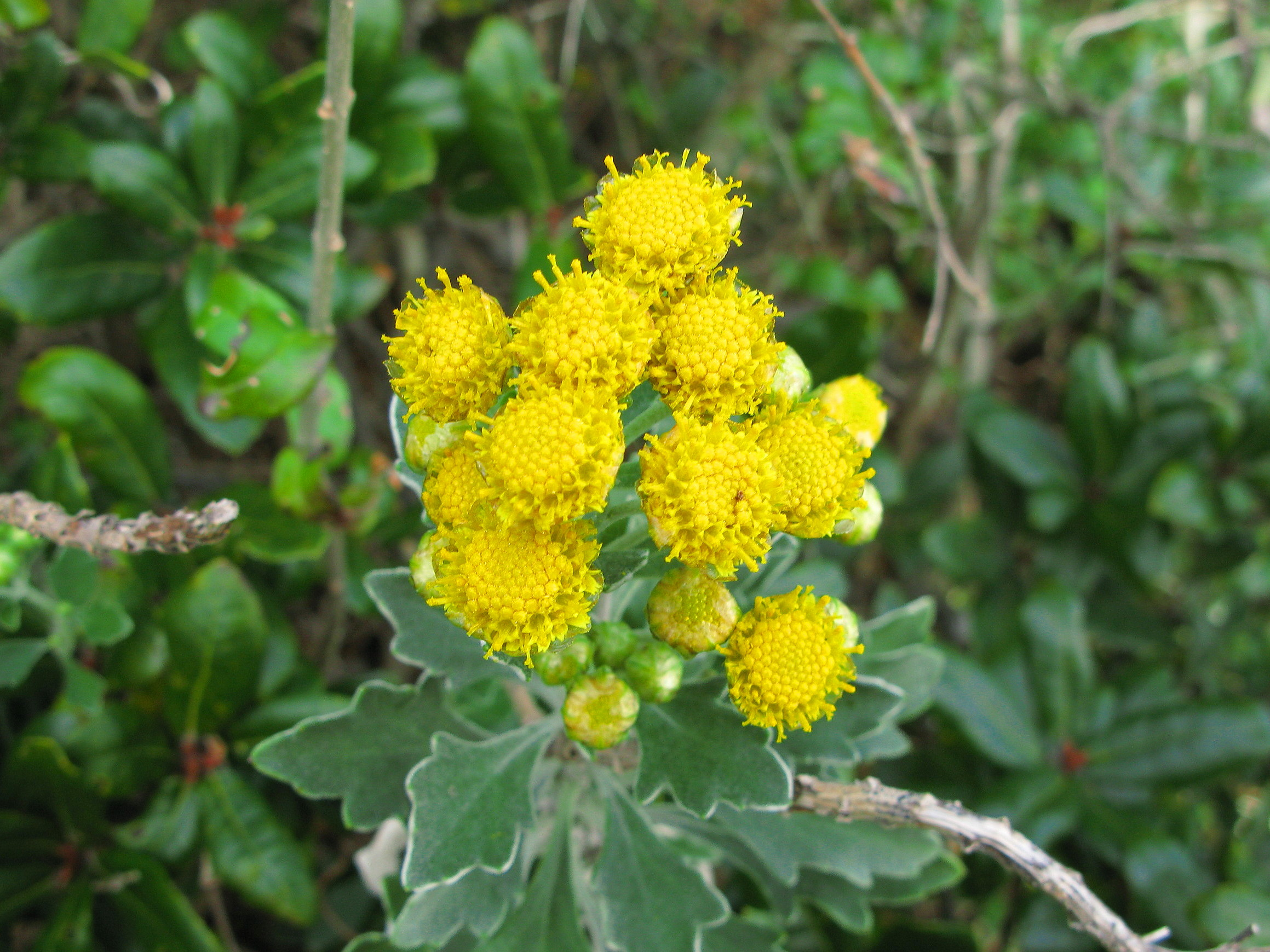
シオギク